# Вулиця Стуса (Львів)
Ву́лиця Сту́са — вулиця у Сихівському районі Львова, в місцевостях Снопків та Новий Львів, яка є уявним продовженням вулиці Снопківської та до неї прилучаються вулиці Свєнціцького, Кубанська, Тернопільська, Липова Алея і проспект Червоної Калини. Вулиця Стуса закінчується трипроменевим перехрестям з вулицями Віденською, Сергія Литвиненка та Героїв Крут.

## Назва
У 1946 році з трьох окремих вулиць утворено нову вулицю, завдовжки близько 1,43 км. Її назвали — вулиця Південна, у 1972 році її названо на честь радянського письменника Миколи Островського. Сучасна назва від 1991 — вулиця Стуса, на честь українського поета-дисидента, активного діяча української Гельсінської групи Василя Стуса. Колишній Нойлембергерґассе по війні повернена передвоєнна назва — вулиця Красучинська і виділено в окрему вулицю (нині — вулиця Віденська). До того назви вулиць-попередниць змінювались неодноразово, переважно у зв'язку зі змінами політичних режимів. 
Ділянка вулиці від вулиці Свєнціцького до початку проспекту Червоної Калини
- до 1870 року — частина Айзенбрюндель Ґассе;
- 1870—1871 роки — частина Гібувки;
- 1871—1938 роки — частина Снопківської;
- 1938—1943 роки — Карловічувни, на честь Яніни Терези Карлович[pl] (1882—1937), засновниці жіночої Рільничої школи на Снопкові.
- 1943—1944 роки — частина Снопковерґассе; Карловічувниґассе.

Ділянка вулиці від роздоріжжя на початку проспекту Червоної Калини через вулицю Віденську до вулиці Угорської
- 1938—1943 роки — Красучинська, названої так на честь маєтку Красучин, що на початку ХХ століття знаходився на перетині сучасних вулиць Литвиненка та Героїв Крут.
- 1943—1944 роки — Красучинґассе, Нойлембергерґассе.
- 1944—1946 роки — Красучинська.

На вулиці Стуса (колишня адреса — Снопківська, 95) за польських часів тут розташовувався паровий млин О. Домашевича. Нині будинку з такою адресою не існує.
Вулицею ще у повоєнні роки протікала доволі повноводна на той час річка Полтва, що утворювала приблизно між будинками № 39 і № 49 великий став завдовжки близько ста та завширшки близько двадцяти метрів. 
Один з входів на стадіон «Україна», котрий знаходиться на вулиці Липова Алея, 5, розташований з боку вулиці Стуса.

## Забудова
В архітектурному ансамблі вулиці Василя Стуса переважає конструктивізм та одноповерхова садибна забудова, а також присутня сучасна забудова 2000—2020-х років. Декілька будинків на вулиці внесені до Реєстру пам'яток архітектури місцевого значення м. Львова.

### З непарного боку вулиці
№ 3, 5 — вілла, збудована у 1900 році за проєктом Івана Долинського у стилі пітореск. Будинки внесені до Реєстру пам'яток архітектури місцевого значення під охоронними № 2813-м та № 2814-м відповідно.
№ 7 — кам'яниця, збудована у 1911—1912 роках за проєктом архітекторів Вітольда Мінкевича та Владислава Дердацького у стилі раціонального модерну.
№ 25, 27 (колишня адреса — Снопківська, 61). Двоповерхова будівля, збудована у 1894 році за проєктом архітектора Вінцентія Кузневича для Польської крайової фабрики кахлевих печей та електротехнічний заклад (фабрика Берла Нойвонера та Філіпа Вальдмана). В її стіни з червоної нетинькованої цегли вмонтовані зразки кахлів, які одночасно є декором та рекламою продукції, що випускала фабрика. Від 1950-х років тут працював кахельний завод № 6, у 1990-х роках — ДП «Кахельний завод № 6 ВАТ „ЛЗУБМ“», від 2000-х років — ТзОВ «ОКС „Кахель і каміни“». Будівля колишньої фабрики, внесена до Реєстру пам'яток архітектури місцевого значення під охоронним № 2479-м. Цю ж саму адресу має двоповерховий житловий будинок, зведений на початку 1950-х років. Поряд з житловим будинком споруджені дво- та триповерхова будівля під № 27, де нині працюють фірмовий магазин ОКС «Печі, кахлі, каміни» та «Львівська Кахлярня. 1872».
№ 39 — за цією адресою до 2018 року знаходився одноповерховий житловий будинок садибного типу, збудований на початку XX століття. 8 листопада 2018 року депутати Львівської міської ради під час пленарного засідання сесії дозволив будівництво багатоповерхівки на місці цього будинку. Нині тут житловий комплекс, що складається з одного дев'ятиповерхового житлового будинку із вбудованими нежитловими приміщеннями та паркінгом, зданий в експлуатацію у вересні 2020 року. Новобудова має 27 квартир та вбудований підземний дворівневий паркінг на 33 паркомісця з ліфтом.
№ 57 (колишня адреса — Снопківська, 87). У XIX столітті тут був маєток «Бельоско». У 1889 році поблизу маєтку збудована цегельня Якоба Райсса, яка випускала цеглу з клеймом «Reiss Bielosko». У 1950-х роках — цегельний завод № 2, у 1995—2007 роках — ВАТ «Львівське заводоуправління будівельних матеріалів».

### З парного боку вулиці
№ 2 — тут у 1938 році розпочато будівництво костелу оо. місіонарів святого Вінсента де Поля за проєктом архітектора Тадеуша Теодоровича-Тодоровського, розрахованого на 5000 осіб, але не було завершено через початок другої світової війни. У 1950-х роках на цьому місці був винний склад. 1972 року на цокольному поверсі недобудованого костелу за проєктом архітектора Станіслава Соколова збудований чотириповерховий палац спорту товариства «Трудові резерви». У цій будівлі за радянських часів працювало кафе «Ровесник», а 2019 року тут містився готель Львівського обласного управління з фізичного виховання та спорту.
№ 4 — у XVIII столітті на цьому місці був великий став Юзефа Камінського. Спочатку води ставу використовували для млинових коліс, а наприкінці XIX століття тут вже була купальня. У 1933—1934 роках за проєктом Тадеуша Карасінського збудований Перший міський відкритий басейн «Залізна Вода». Басейн облаштували на місці ставу Юзефа Камінського, на території парку «Залізна Вода», закладеного у 1905 році львівським садівником Арнольдом Рерінґом. Басейн був облаштований коштом громади м. Львова з дотації Фонду праці та частково — з комунального фонду. У повоєнні роки міський відкритий басейн «Залізна вода» був розбудований та перетворений на спорткомплекс «Динамо». Головний будинок цього комплексу споруджено у 1953 році за проєктом архітектора Ярослава Новаківського. Нині спорткомплекс ЛОО ФСТ «Динамо» включає п'ять басейнів, один з яких — відкритий, глибиною до 8 м та десятиметровою вежею для стрибків. Є також плиткий дитячий басейн. Втім сам басейн не працює. Натомість в одному з приміщень працює ресторан «Динамо Блюз», навпроти якого стоїть розмальована корова, що рекламує цей заклад.
№ 10 — вілла початку XX століття. Будинок внесений до Реєстру пам'яток архітектури місцевого значення під охоронним № 2815-м.
№ 12а — житловий комплекс «Срібний потік», що складається з одного десятиповерхового багатоквартирного житлового будинку з вбудованою громадською функцією та підземним паркінгом, споруджений будівельною компанією «Інтергал-Буд» та зданий в експлуатацію у 2017 році.
№ 22 (колишня адреса — Снопківська, 36). Колишня вілла львівського садівника (інспектора міських плантацій) Арнольда Рерінга, а нині — житловий будинок.
№ 38 (колишня адреса — Снопківська, 59) — наприкінці XIX століття на цьому місці розташовувалася цегельня Яна Александера Карловича. У 1911—1912 роках на місці цегельні за спільним проєктом Войцеха Дембінського та Івана Багенського збудований чотириповерховий будинок для потреб приватної жіночої Рільничої школи Яніни Терези Карлович, що діяла тут до 1939 року. У 1938—1939 роках — Приватний жіночий Рільничий інститут імені Яніни Карлович. У повоєнні часи ветеринарно-зоотехнічний технікум та його гуртожиток, нині тут Інститут біології тварин НААН України, який було засновано у 1960 році. До лівого крила будівлі колишньої Рільничої школи була прибудована двоповерхова будівля, яка колись використовувалася як капличка. Нині у ній міститься ветеринарна клініка «Ветсервіс».

## Парки

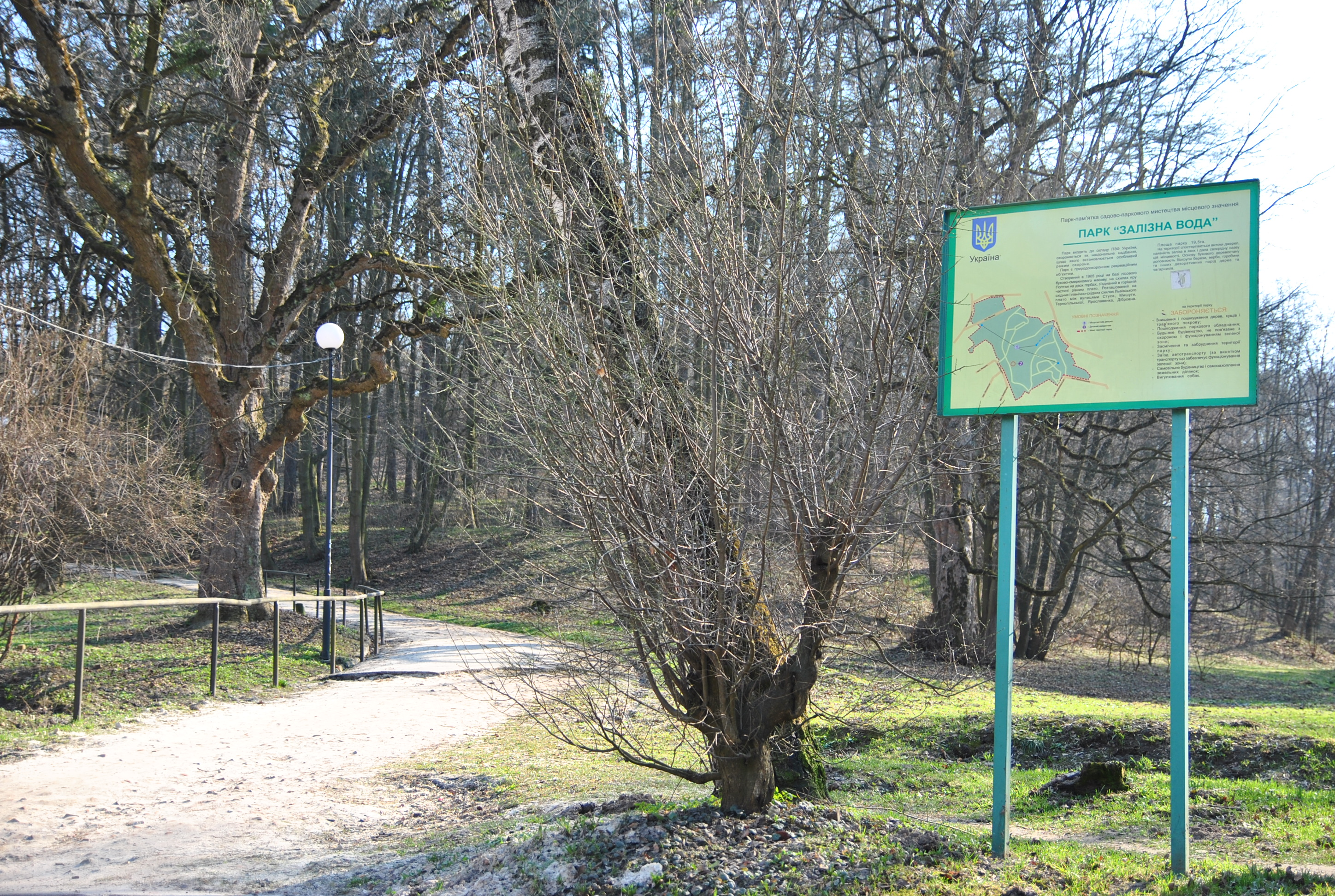
Парк Залізна Вода

Вулиця Стуса проходить між двома львівськими парками — парком Залізна вода та Снопківським парком.
Парк «Залізна Вода». Його територія ще з 1830-х років використовувалась львів'янами для відпочинку, однак сам парк був закладений у 1905 році. Він розташований між вулицями Стуса, Мишуги, Тернопільською та Ярославенка, між місцевостями Новий Львів та Снопків. У 1984 році парк отримав статус пам'ятки садово-паркового мистецтва місцевого значення. Загальна площа парку 19,5 га. Назва парку походить від високого вмісту заліза в тутешніх джерелах.
Снопківський парк. Парк (лісопарк), закладений у 1959—1963 роках на Снопківському горбогір'ї (в межах сучасного Галицького району міста Львова) між вулицями Південною, Кримською та Зеленою, як парк «Дружба». У 1984 році парк отримав статус пам'ятки садово-паркового мистецтва місцевого значення. У 1990-х роках перейменований на Снопківський парк за назвою місцевості Снопків, у якій він розташований. Загальна площа парку 35,66 га.

## Транспорт
Вулиця Стуса має велике значення у транспортній схемі Львова, оскільки забезпечує сполучення центру Львова з Новим Львовом та Сиховом.

### Тролейбус
У грудні 1963 року вулицею Снопківською було прокладено тролейбусну лінію маршруту № 4, кільце його кінцевої зупинки було розташовано саме у підніжжя парку «Залізна Вода», між наріжником мурованої огорожі басейна «Динамо» та початком алеї, яка прямує до стадіону «Дружба» (нині «Україна»). Влітку 1967 року цю трасу почали використовувати для маршруту № 1 (до січня 1967 року він курсував до головного залізничного вокзалу), який їхав від проспекту Шевченка (Будинок профспілок), а кінцева зупинка цього маршруту на тодішній вулиці Південній була навпроти будинку № 29. У 1969 році кінцеву зупинку в центрі міста перенесли на «острівець» навпроти Музею етнографії на проспекті Леніна (нині проспект Свободи), а тим часом, на вулиці Снопківській — ліквідували, подовжуючи маршрут № 1 на Новий Львів. З метою розвантаження центральної частини міста у 1971 році кільце кінцевої зупинки перенесли на вулицю Руставелі, де воно існує дотепер. Втім з часом значення тролейбусного сполучення зменшилось, і 2008 року був остаточно припинений рух тролейбусів вулицею Стуса у напрямку Нового Львова.

### Трамвай

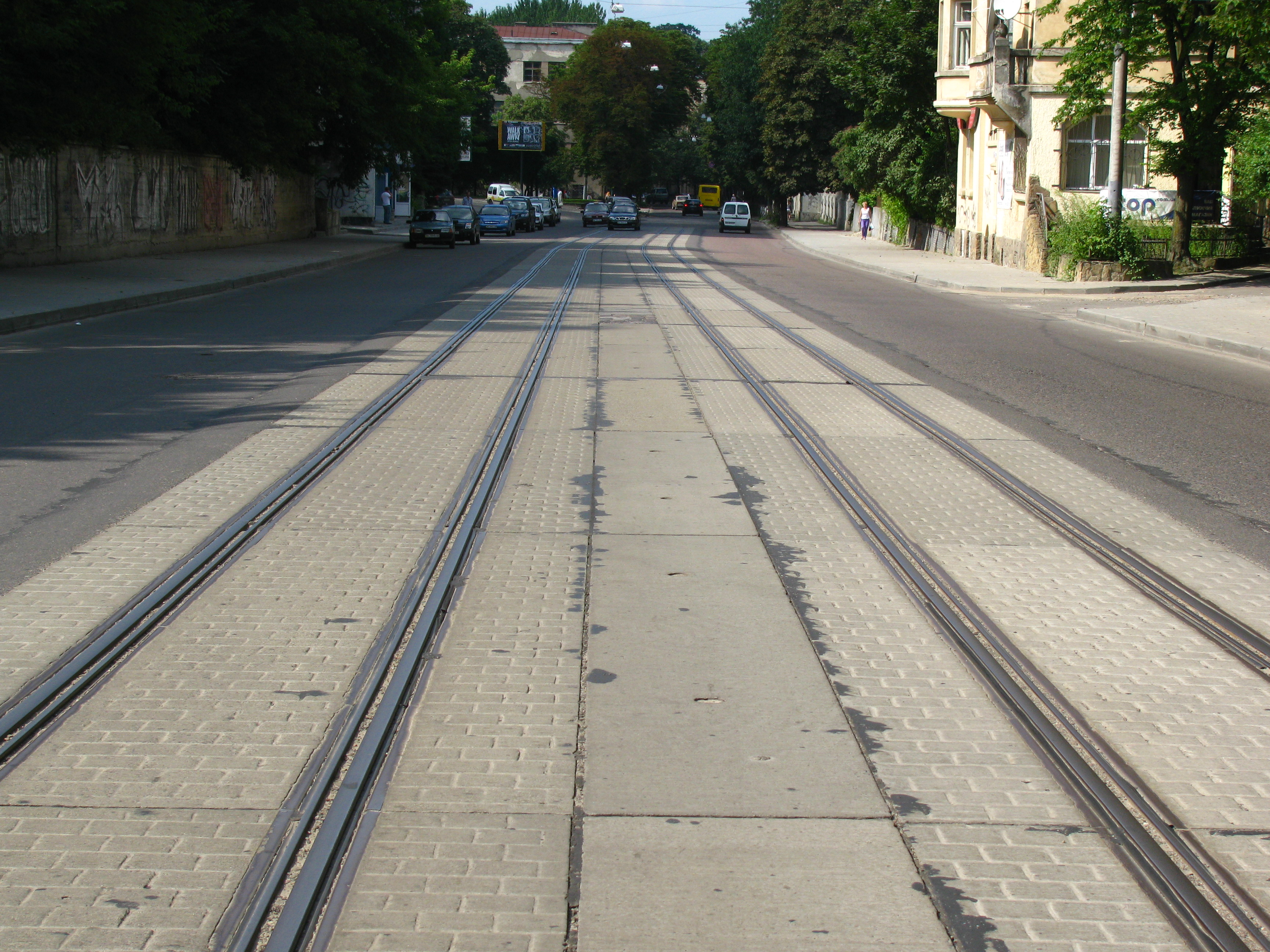
Ділянка трамвайної колії на вулиці Стуса прокладена у 2008 році

Ще в 1914 році було прокладено трамвайну лінію до технічної школи на сучасній вулиці Свенціцького, що в кількох десятках метрів від вулиці Стуса, однак самою вулицею Стуса трамвай ніколи не курсував. Втім у планах міської влади було будівництво трамвайної лінії на Сихів. У 2008 році в рамках цього проєкту прокладено кількасот метрів трамвайної колії вулицею Стуса, але через брак коштів втілення проєкту довелось відкласти. 2014 року в рамках спільного проекту з ЄБРР міська влада відновила будівництво колії, при цьому було капітально реконструйовано вулицю Стуса. Відтоді вулицею Стуса курсує трамвай № 8, а 5 березня 2019 року відкрито новий трамвайний маршрут № 4 «Вокзал — вул. Вернадського», що також курсує вулицею Стуса.

### Автобус
З 1 січня 2012 року у Львові запрацювала нова транспортна схема руху міських автобусів, у якій вулиця Стуса відіграє одну з ключових ролей, оскільки забезпечує сполучення центру Львова з Сиховом та Новим Львовом. Вулиця Стуса має чимало автобусних маршрутів, відповідно до нової транспортної схеми, тут проходять міський автобус № 4А, маршрутне таксі № 26, а також приміський маршрут № 160, що сполучає село Давидів зі Львовом.

## Пам'ятники, меморіальні таблиці
- Пам'ятник радянському письменнику Миколі Островському, який створив студент Львівського державного інституту прикладного і декоративного мистецтва Володимир Савчук, був відкритий у травні 1975 року на початку вулиці під схилом Снопківського парку[5] поблизу палацу спорту товариства «Трудові резерви». Пам'ятник мав висоту 5 метрів. На початку 1990-х років демонтований[27].
- На фасаді будівлі Інституту біології тварин НААН України, що на вул. Стуса, 38 встановлено художньо-меморіальну таблицю на честь засновника інституту, професора Степана Ґжицького, що працював тут у 1960—1976 роках[27].
- На площі, утвореній перехрестям вулиць Василя Стуса — Іларіона Свєнціцького — Снопківською, у 2021 році становлено пам'ятник-меморіал депортованим українцям з території Закерзоння у 1944—1951 роках. 27 грудня 2021 року відбулося відкриття та чин освячення пам'ятника-меморіалу та відслужили панахиду за тими, хто постраждав від злочину депортації. Автор проєкту пам'ятника-меморіалу полтавський скульптор Сергій Олешко[28].